# Wetterdrohne
Eine Wetterdrohne (auch unbemanntes Luftfahrzeug zur Wetterbeobachtung) ist ein ferngesteuertes Luftfahrzeug mit einem Gewicht von weniger als 25 kg, das Sensoren zur Erfassung thermodynamischer und kinematischer Daten aus der mittleren und unteren Atmosphäre (z. B. bis zu 6 km) trägt.
Wetterdrohnen werden noch nicht zur Unterstützung der nationalen meteorologischen und hydrologischen Dienste (NMHS) eingesetzt, da die Verhandlungen über den Zugang von Drohnen zum Luftraum und die Einhaltung der Luftraumvorschriften sowie die technologische Entwicklung, die zur Erfüllung der Anforderungen der Weltorganisation für Meteorologie (WMO) erforderlich ist, noch andauern.
Die meisten Wetterdrohnen werden zur Unterstützung wissenschaftlicher Forschungsmissionen und industriespezifischer Operationen eingesetzt.

## Geschichte

### Erste Entwicklungen
Das erste UAV, das zur Messung atmosphärischer Parameter eingesetzt wurde, war 1970, als ein kleines funkgesteuertes Flugzeug als Messplattform" für den Austausch meteorologischer Messergebnisse verwendet wurde. Die Studie wurde vom Air Force Cambridge Research Laboratory und der NASA, Wallops Station, unterstützt. Die Autoren wiesen auf den Bedarf an "einer einfachen, wirtschaftlichen, steuerbaren und wiederherstellbaren Plattform für meteorologische Sensoren und Instrumente" hin und zeigten, dass der Einsatz eines kleinen, funkgesteuerten Flugzeugs zur Sammlung von Wetterdaten sowohl machbar als auch nützlich war.
Der zweite Meilenstein in der Entwicklung von Wetterdrohnen war der Prototyp, der 1993 von einer Forschergruppe an der Universität von Colorado gebaut und vom US Office of Naval Research (ONR) gefördert wurde. Ziel der Aerosonde genannten Starrflüglerdrohne war es, die Sammlung von Wetterdaten in abgelegenen und unzugänglichen Regionen der Erde zu ermöglichen. 1995 wurden weitere Entwicklungen in Australien von Environmental Systems and Services (ES&S) Pty Ltd. mit dem Australian Bureau of Meteorology und der Insitu Group als Unterauftragnehmern durchgeführt. Im Jahr 1999 wurde der gesamte Betrieb und die Entwicklung von der in Australien ansässigen Aerosonde Ltd. übernommen. Seit 2007 ist Aerosonde Ltd. Teil des amerikanischen Industriekonzerns Textron Inc. Bis 2016 wurde die Aerosonde zu einem Nachrichten-, Überwachungs- und Aufklärungsflugzeug (ISR) für militärische Operationen und seine Wetterdatenerfassung zu einer sekundären Funktion.

### Fortgeschrittene Entwicklung
Im Jahr 2009 veröffentlichte der amerikanische National Research Council den Bericht „Observing Weather and Climate from the Ground Up: A Nationwide Network of Networks“ (Wetter- und Klimabeobachtung von Grund auf: Ein landesweites Netzwerk von Netzwerken), in dem die Notwendigkeit geeigneterer vertikaler mesoskaliger Beobachtungsmethoden als Radiosonden, die von Wetterballons gestartet werden – dem wichtigsten System zur Sammlung von Daten aus dieser atmosphärischen Schicht – hervorgehoben wurde.
Seitdem haben die Forschungsprogramme, die sich mit Wetterdrohnen befassen, zugenommen. Das Center for Autonomous Sensing and Sampling an der Universität von Oklahoma ist die aktivste Gruppe in diesem Bereich. Seine Forscher haben die CopterSonde entwickelt und das 3D-Mesonet-Konzept entworfen, ein Netz von Stationen, von denen aus alle ein bis zwei Stunden Wetterdrohnen gestartet werden, um Daten aus dem mesoskaligen Bereich zu sammeln.
Im Jahr 2022 setzte die National Oceanic and Atmospheric Administration (NOAA) zum ersten Mal eine Wetterdrohne, die Area-I Altius-600, in einem Hurrikan (Hurrikan Ian) ein. Die Starrflügler-Drohne flog in geringer Höhe (900 m – 1,3 km) in das Auge des Hurrikans und in die Augenwand, um Temperatur-, Druck- und Feuchtigkeitswerte zu sammeln.
Kommerziell erhältliche Wetterdrohnen sind rar, wobei der Großteil des Marktes von der Schweizer Firma Meteomatics AG, beliefert wird, die seit 2013 Meteodrohnen entwickelt und herstellt. Im Jahr 2020 trat das britische Unternehmen Menapia mit MetSprite in den Markt ein.

## Modelltypen

### Starrflügler (fixed-wing)
Bei den ersten Wetterdrohnen wurden Starrflügler eingesetzt, da sie es den Forschern ermöglichten, technologische Fortschritte aus dem Bereich der gelenkten Flugzeuge umzusetzen und dank ihrer Fähigkeit, lange zu fliegen, ein größeres Gebiet abzudecken.

### Drehflügler (rotary-wing)
Wetterdrohnen mit Drehflügeln werden immer beliebter, da sie vielseitiger und einfacher zu bedienen sind und sich besser für vertikale Profile eignen als Radiosonden, die abdriften.

## Vorteile und Limitationen
2019 organisierte die Weltorganisation für Meteorologie (WMO) in Zusammenarbeit mit dem nationalen französischen Wetterdienst (Météo-France) den „WMO Workshop on Use of Unmanned Aerial Vehicles (UAV) for Operational Meteorology Report“, den ersten Workshop, bei dem der Einsatz von Wetterdrohnen diskutiert wurde. Unter den Teilnehmern befanden sich Mitglieder nationaler meteorologischer Zentren, universitärer Forschungsgruppen und privater Unternehmen.
Die Diskussionen auf dem Workshop ergaben, dass Wetterdrohnen nützlich sind, um In-situ-Messungen in der Grenzschicht zu sammeln, die Datenlücke zu schließen und die Genauigkeit der numerischen Wettervorhersage zu verbessern. Bevor Wetterdrohnen die nationalen Wetterdienste unterstützen können, müssen jedoch noch eine Reihe von Hindernissen beseitigt werden, darunter:
- Fehlen von drohnenspezifischen Vorschriften in der nationalen oder regionalen Luftraumregulierung
- Begrenzter Automatisierungsgrad des Flugs, der Betankung und der Aufrechterhaltung der Treibstoffvorräte

Darüber hinaus müssen die Vereisung während des Fluges und der übermäßige Windwiderstand gelöst werden, um die Sicherheit der Wetterdrohnen zu gewährleisten und Verluste zu vermeiden. Seit der Entwicklung der ersten Aerosonde in den 1990er Jahren wurde an der Lösung des Problems der Vereisung geforscht, das zum Verlust vieler Flugzeuge geführt hat. Im Jahr 2016 hat das Schweizer Unternehmen Meteomatics als erstes Unternehmen ein Enteisungssystem entwickelt, das die Rotorblätter beheizt, sobald ein Vereisungsrisiko erkannt wird.